# إلين جنسن
إلين جنسن (بالإنجليزية: Elaine Jensen)‏ هي لاعب هوكي الحقل نيوزيلندية، ولدت في 18 مارس 1955.

## وصلات خارجية
- إلين جنسن على موقع أوليمبيديا (الإنجليزية)